# Молішет
Молішет (рум. Molișet) — село у повіті Бистриця-Несеуд в Румунії. Входить до складу комуни Тирлішуа.
Село розташоване на відстані 366 км на північний захід від Бухареста, 44 км на північний захід від Бистриці, 83 км на північний схід від Клуж-Напоки.

## Населення
За даними перепису населення 2002 року у селі проживали 306 осіб, усі — румуни. Усі жителі села рідною мовою назвали румунську.